# Stipagrostis anomala
Stipagrostis anomala är en gräsart som beskrevs av De Winter. Stipagrostis anomala ingår i släktet Stipagrostis och familjen gräs. Inga underarter finns listade i Catalogue of Life.